# 日独伊三国同盟
日独伊三国同盟（にちどくいさんごくどうめい、旧字体：日獨伊三國同盟󠄁、独: Dreimächtepakt、伊: Patto tripartito）は、1940年（昭和15年）9月27日にベルリンの総統官邸で調印された日本、ドイツ、イタリアの軍事同盟である。正式名称は「日本国、独逸国及伊太利国間三国条約」である。
ヨーロッパ戦争、日中戦争に参戦していない国（主にアメリカを想定）からの攻撃に対する相互援助を約束した。第二次世界大戦における枢軸国の原型となり、その後複数の枢軸側に与した国や友好国も加盟した。

## 概要
日独伊三国間条約では1936年（昭和11年）の日独防共協定、1937年（昭和12年）の日独伊防共協定では曖昧だった三国の協力関係が具体化され、アジアにおける日本の指導的地位およびヨーロッパにおける独伊の指導的地位の相互確認と、調印国いずれか1か国が、第二次世界大戦のヨーロッパ戦線や日中戦争に参加していない国から攻撃を受ける場合に相互に援助するとの取り決めがなされた。
このため、国民社会主義ドイツ労働者党（ナチ党）率いるドイツと対立するイギリスやオランダと日本の関係が悪化し、アメリカ合衆国の対日感情も悪化することになった。また、ドイツにとっては、ヨーロッパ戦線におけるアメリカの参戦を牽制する狙いがあった。
なお、この三国は、フランス、アメリカ合衆国、スペイン、ポルトガルなどに比べると植民地獲得が遅れていたと言われるが、日本とイタリアにおいては、第一次世界大戦の戦勝国としてイギリスやフランス、オランダに比べ少ないながらも植民地を所有していた。
日本は1895年（明治28年）に日清戦争に勝利し、台湾を併合した他に天津租界を領有していた。また、日露戦争に勝利した結果、朝鮮（大韓帝国）を1910年（明治43年）に併合し、日本領土として日本語教育やインフラストラクチャーの拡充を進めていた。
日露戦争勝利後の1905年（明治38年）9月に締結されたポーツマス条約によって、ロシア帝国から譲渡された東清鉄道（中東鉄道）南満洲支線（長春・旅順間鉄道）を運営していた。
さらに第一次世界大戦の戦勝国となった結果、ヴェルサイユ条約によって1920年に国際連盟の委任統治領として、ドイツが植民地としていたグアムを除く赤道以北などのサイパンやパラオ、ポナペなどの南洋諸島を託され、国際連盟規約により軍事基地は設営できぬものの、事実上の植民地として運営していた。
イタリアは1914年からの第一次世界大戦までには、アフリカの紅海沿岸にあるエリトリア（イタリア領エリトリア）、 保護領を経て植民地となったソマリア（イタリア領ソマリランド）、そして後にリビアとして統一される元オスマン帝国領のトリポリタニア（イタリア領トリポリタニア）とキレナイカ（イタリア領キレナイカ、伊土戦争後に獲得）へと植民地を広げた。アフリカ以外では、トルコ沖のドデカネス諸島（イタリア領エーゲ海諸島、伊土戦争後に獲得）と日本同様に天津租界を領有していた。第一次世界大戦中のイタリアはアルバニア南部を占領してオーストリア＝ハンガリー帝国の手に渡ることを防ぎ、1917年からヴロラ戦争が1920年に起きるまでの間にはそこへイタリア保護領アルバニア (1917-1920)を成立させた。
しかし日本もイタリアも1920年代後半の大恐慌以降、これらの植民地を持ちながらも経済不況にあえいでいて（例えば朝鮮は併合したものの、運営は赤字であった）、経済不況を救う鍵を軍事力による更なる領土拡大に求めていた。
イタリアでベニート・ムッソリーニとともに政権を握ったファシスト党は、帝国の規模を拡大して領土回復主義者の要求（未回収のイタリア）を満たそうとした。日本も五・一五事件や二・二六事件など、度重なる軍事クーデターや政党政治家の暗殺により軍部の発言力が強くなっていた。またドイツは、第一次世界大戦で30年近く保持していた各地の植民地をすべて失い、経済不況を救う鍵を同じく領土拡大に求めていた。

## 締結に至る経緯
日独伊三国同盟への動きは、1938年夏から1939年夏までの日独伊防共協定強化への動きと、1940年夏から三国同盟締結に至るまでの動きの二つに分けられる。前者は対ソ同盟を目指したもので、独ソ不可侵条約の締結により頓挫した。後者の交渉ではソ連を加えた4か国による対米同盟を日独外相は望んでいたが、全ての関係者の思惑が一致したわけではなかった。

### 日本側の利害関係
既に日中戦争で莫大な戦費を費やしていた日本は、中華民国を支援するイギリスとアメリカと鋭く対立していた。日本政府は日独伊防共協定を強化してドイツと手を結び、イギリスとアメリカを牽制することで、日中戦争を有利に処理しようとしていた。また日本がアジア太平洋地域の英米仏蘭の植民地を支配することを、事前にドイツに了解させる意図もあった。

### ドイツ側の利害関係
ドイツ側の狙いはアメリカがイギリス側で参戦するなら、アメリカは日本とドイツに対する二正面作戦のリスクを冒すことになるという威嚇効果を得て、アメリカ参戦を防ぐことにあった。
反英親ソの外相リッベントロップは三国同盟にソ連を加えた四国同盟に発展させ、巨大反英ブロックを形成する構想をもっていたが、1940年秋にバルカン半島やフィンランドを巡って独ソ関係が悪化しつつあり、1940年11月12日のモロトフ訪独も平行線で終わり、ヒトラーは対ソ作戦の準備を開始することになる。

### イタリア側の利害関係
かつてオーストリア問題を巡ってドイツと対立していたイタリアは、英仏の警告を振り切って行ったエチオピア侵攻によって、国際連盟を脱退するなど孤立を深めていった。それ以降イタリアはドイツに接近し、1936年のスペイン内戦ではともにフランシスコ・フランコを支援し、10月にいわゆるベルリン・ローマ枢軸構想を掲げた。また軍部が日本との間に軍事協力を模索する動きもあった。
一方でイタリアと英仏の緊張緩和も行われ、しだいに英仏・伊関係は修復されていったが、1939年4月にアルバニアへの侵攻・併合を行うと、再びイタリアの立場は孤立化した。これに対抗するべく5月には独伊軍事同盟条約（鋼鉄協約）に調印している。第二次世界大戦勃発は、ムッソリーニにとっては誤算だった。イタリアの経済状態は貧弱であり、軍部は参戦に否定的であり、ムッソリーニも「日本が日中戦争に勝利する1942年」 までは戦争はできないと判断していた。しかし戦争においてドイツが優勢になると、ムッソリーニは枢軸側での参戦に傾いていった。海軍は日本からのゴムとタイヤの輸入に期待を示していたが、ガレアッツォ・チャーノ外相や陸軍にとって日本は余りに遠すぎ、期待を持てない相手であった。

### 第一次交渉
1936年11月に日独防共協定が締結された後、中華民国を援助する英米を牽制する目的と、独伊の中華民国への武器売却を完全に止めさせるために、軍事同盟への発展を唱える動きがあった。
特に駐独大使大島浩、駐伊大使白鳥敏夫は熱心で、同盟案に参戦条項を盛り込むべきと主張し、独伊政府にも参戦の用意があると内談していた。1938年7月に開催された五相会議において同盟強化の方針が定まり、1939年3月の会議で決定された。この時平沼騏一郎首相が同盟強化案を昭和天皇に奏上しているが、参戦条項は盛り込まないこと、大島・白鳥両大使が暴走すれば解任することなどを確認している。
しかしドイツは参戦条項を盛り込むべきと要求。これに陸軍内部からも呼応する声が多く、陸軍大臣の板垣征四郎以下陸軍主流は同盟推進で動いた。一方英米協調派が主流を占めた海軍には反対が多く、海軍大臣の米内光政以下、次官の山本五十六、軍務局長の井上成美は特に「条約反対三羽ガラス」と条約推進派（親独派）から呼ばれていた。また軍令部総長として形の上では海軍の最高権威者だった伏見宮博恭王をはじめ、前海相の永野修身、元首相・海相の岡田啓介、さらに小沢治三郎、鈴木貫太郎など、陸軍でも石原莞爾・辰巳栄一などが条約締結に反対していた。その他内大臣の湯浅倉平、外相の有田八郎、蔵相の石渡荘太郎、元老の西園寺公望も反対派だった。そもそも昭和天皇が参戦条項には反対しており、5月9日に参謀総長の閑院宮載仁親王が参戦条項を認めてもよいという進言を行った際には明確に拒否している。しかし5月に第一次ノモンハン事件が勃発し、その最中の8月27日に独ソ不可侵条約が締結されると平沼内閣は総辞職し、三国同盟論も一時頓挫した。平沼の後の阿部内閣と米内内閣では三国同盟案が重要な課題となることはなかった。

### 同盟締結

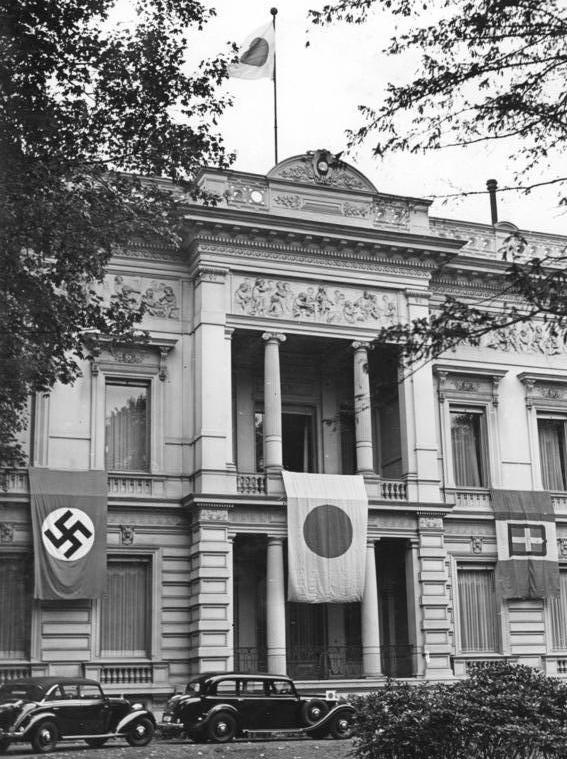
同盟締結を記念してベルリンの日本大使館に掲げられた三国の国旗（1940年9月）

1940年になってフランスが敗北し、ドイツが俄然有利になると三国同盟の締結論が再び盛り上がってきた。陸軍ではこの「バスに乗り遅れるな」という声が高まり、本国が敗北し亡命政府の統治下となったオランダ領インドネシアや、イギリス領マレー半島を確保しようとする「南進論」の動きが高まった。陸軍首脳は親英米派の米内内閣倒閣に動き、近衛文麿を首班とする第2次近衛内閣が成立した。陸軍は独伊との政治的結束などを要求する「情勢ノ推移ニ伴フ帝国国策要綱」案を提出し、近衛もこれを承認した。近衛内閣には外相として松岡洋右が入閣したが、松岡は日・独・伊・ソ4か国同盟を主張していた。一方、農相の石黒忠篤らは反対派だった。9月5日には吉田善吾が病気を理由に海相を辞任し、後任に及川古志郎が就任した。
9月7日にはドイツから特使ハインリヒ・スターマーが来日し、松岡との交渉を始めた。スターマーはヨーロッパ戦線へのアメリカ参戦を阻止するためとして同盟締結を提案し、松岡も対米牽制のために同意した。松岡は南進論を選んだ際にアメリカが対日戦を考える可能性は高く、同盟を結んでも阻止できる確率は「五分五分」と見ていたが、現在のままでは米英のいいなりになると主張、同盟締結を強硬に主張した。近衛もほぼ同意見で、9月13日の四相会議、14日の大本営政府連絡会議、16日の閣議を経て同盟締結の方針が定まった。しかし一方で松岡は、条約が想定しているドイツ・アメリカ戦争について、日本が自動的に参戦することを避けようとしていた。松岡と自動参戦の明記を求めるスターマーの交渉の結果、条約本文ではなく交換公文において「第三条の対象となる攻撃かどうかは、三国で協議して決定する」こととなり、自動参戦条項は事実上空文化した。及川海軍大臣も近衛・松岡・木戸らの説得により条約締結賛成にまわった。及川が述べた賛成理由は「これ以上海軍が条約締結反対を唱え続けることは、もはや国内の情勢が許さない、ゆえに賛成する」という消極的なものだった。また及川とともに松岡らの説得を受けた海軍次官の豊田貞次郎は、英独戦への参加義務や、米独戦への自動参戦義務もないことで、「平沼内閣時に海軍が反対した理由はことごとく解消したのであって、（三国同盟が）できたときの気持ちは、他に方法がないということだった」と回想している。
9月15日に海軍首脳会議が開かれたが、阿部勝雄軍務局長が経過を報告し終わると、伏見宮軍令部総長が「ここまできたら仕方ないね」と発言、大角岑生軍事参議官が賛成を表明、それまで同盟に反対していた山本五十六連合艦隊司令長官は「条約が成立すれば米国と衝突するかも知れない。現状では航空兵力が不足し、陸上攻撃機を二倍にしなければならない」と発言して会議は終わった。
同盟締結の奏上を受けた昭和天皇は「今しばらく独ソの関係を見極めた上で締結しても遅くないのではないか」と危惧を表明したが、近衛首相は「（ドイツを）信頼致してしかるべし」と奉答した。天皇は続いて「アメリカと事を構える場合に海軍はどうだろうか。海軍大学の図上演習ではいつも対米戦争は負けると聞いた」と、戦争による敗北の懸念を伝えたが、近衛は日露戦争の際に伊藤博文首相が「万一敗北に至れば単身戦場に赴いて討ち死にする」と語ったことを引き合いに出し、及ばずながら誠心奉公すると回答した。これを近衛から伝え聞いた松岡や中野正剛らは号泣したという。ただし伊藤の話は金子堅太郎から近衛が聞いたというもので、西園寺公望はそもそも疑わしいと見ていた。昭和天皇は調印三日前に木戸幸一内大臣に、三国同盟は「日英同盟の時のようにただ慶ぶというのでなく、万一情勢の推移によっては重大な危局に直面するのであるから、親しく賢所に参拝して報告するとともに、神様のご加護を祈りたい」と話したという。
9月19日の第三回御前会議で原嘉道枢密院議長は「…本条約は米国を目標とする同盟条約で、これを公表することにより、米国の欧州戦線への参戦を阻止しようとする独伊の考えである。米国は最近、英国に代り東亜の番人を以て任じ、日本に対し圧迫を加えているが、なお日本を独伊側に加入せしめないため、かなり手控えているだろう。然るにこの条約発表により、日本の態度が明白となれば、日本に対する圧迫を強化し、極力蒋介石を援助して日本の事変遂行を妨ぐるだろうし、又、独伊に対し宣戦していない米国は、日本に対しても経済圧迫を加え、日本に対し石油、鉄を禁輸する共に、日本より物資を購入せず、長期にわたり日本を疲弊、戦争に堪えざるに至らしむる如く計るだろうと考える…」と質問した。またヨーロッパ戦線にアメリカが参戦した際に日本が参戦しなければならないのかという議論もあったが、松岡は手続き上の問題が残されていると言って押し切り、同盟締結は正式に決定された。
9月26日の枢密院では深井英五顧問官は「条約の前文には、万邦をしてその所を得しむとあるが、ヒットラーは嘗て『他の民族に対し弱肉強食は天地の公道なり』と揚言しており、思想観念が相反するではないか」と述べ、石塚英蔵顧問官は「ドイツ国との条約は過去の経験上、十全を期し難し、政府は如何にして彼の誠意を期待し得るか」と警告し、石井菊次郎は「由来、ドイツと結んで利益を受けた国はない。…ヒットラーも危険少なからぬ人物である。わが国と防共協定を結んでおきながら、それと明らかに矛盾する独ソ不可侵条約を結んだ…」と述べた。しかし結果的には承認された。
9月27日、東京の外相官邸とベルリンの総統官邸において調印が行われた。

## 日独伊三国間条約の原文

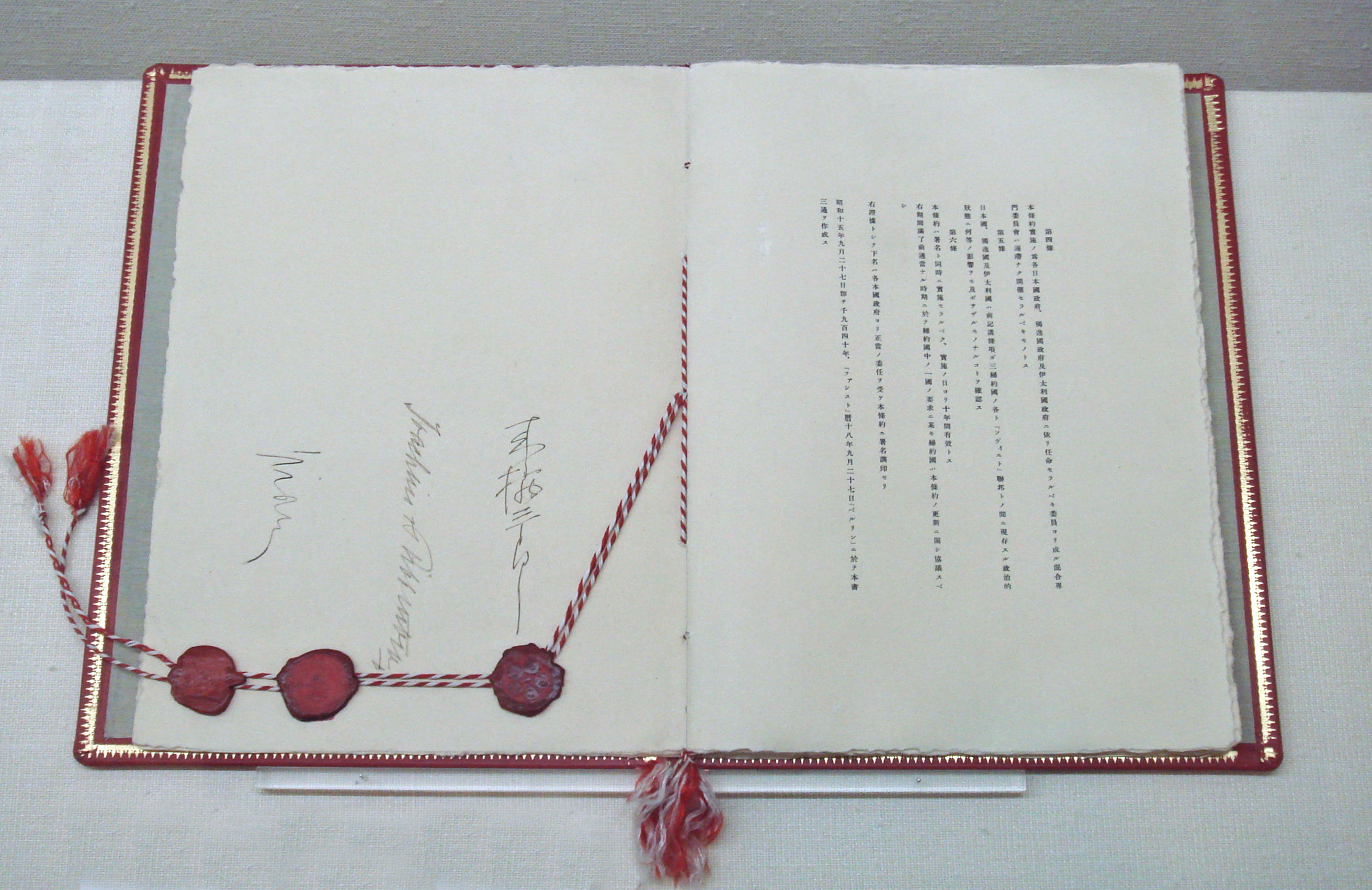
日独伊三国同盟条約調印書（日本語版）

条約原文は英文テキストでこれにベルリンで署名調印され、約3週間後に日本で印刷されたテキストを駐日ドイツ大使館クーリエに依りドイツに運ばれ改めて署名調印された。現在見られるのは後者の方で外務省外交史料館に展示されている。
条約調印式はベルリンで行われ、ドイツ外相ヨアヒム・フォン・リッベントロップ、イタリア外相ガレアッツォ・チャーノ、日本からは特命全権大使の来栖三郎が条約に調印した。

## 締結直後の反応

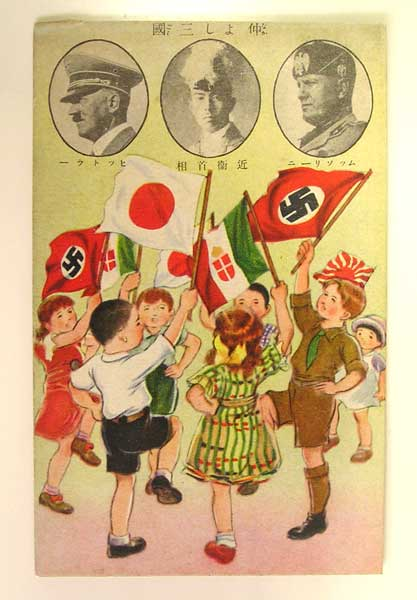
「仲良し三国」－1938年の日本のプロパガンダ葉書はドイツ、イタリアとの日独伊三国防共協定を宣伝している

条約締結後の外務省情報部長須磨弥吉郎は10月4日、「9月27日は日本のみならず世界の史的転換への一日であった」とラジオ演説を行い、条約の意義を強調した。当時アメリカは第三条の自動参戦条項が松岡によって骨抜きにされていたことを知らず、対日警戒感をいっそう強めた。
条約締結を知った駐日アメリカ大使ジョセフ・グルーは日米両国の友好関係継続は「絶望」になったとみなし、「これは、過去に私が知っていた日本ではない」と嘆いた。イギリスは10月に閉鎖される予定だった援蒋ビルマルートの継続を通知した。中国国民党との和平交渉桐工作も中止が命令された。
アメリカが自動参戦条項の実態を知ったのは、終戦後の1946年に、連合国軍に抑留されたオットとスターマーを尋問した時と見られている。

## 同盟拡大の動き
1940年11月にハンガリー、ルーマニア、スロバキア独立国が、1941年（昭和16年）3月にはブルガリア、6月にはクロアチア独立国が軍事同盟に加盟した。またユーゴスラビアも1941年3月末にしているが、加盟に反対する国軍がクーデターを起こし、親独政権が崩壊した結果、加盟は取り消されている。さらに1941年11月にはデンマークも加盟した。
また枢軸国の一員となったフィンランドは1940年8月にドイツと密約を、やはり枢軸国として名を連ねたタイも1941年12月日本と日泰攻守同盟条約をそれぞれ結んだが三国同盟には加盟しなかった。満州国は三国同盟に加盟しなかったものの、軍事上は日本と一体化していた。また防共協定に加盟したスペイン（フランコ政権）も三国同盟には加わらなかったが、戦争の前半期においては協力的な関係を持った（第二次世界大戦下のスペイン）。
ドイツとソ連の間では重大な動きがあった。1940年11月15日、ソ連のモロトフ外相は駐ソ・ドイツ大使をクレムリンに招き、ソ連は「日独伊ソ四国同盟」を締結する準備があると告げた。条件は、ドイツ軍のフィンランドからの撤退、ソ連ブルガリア協定の締結、ボスポラスとダーダネルス両海峡における海軍基地建設のための長期借地権、北サハリンにおける日本の石炭・石油採掘権の放棄だった。スターリンは四国同盟の調印を了承していたが、ソ連侵攻を考えていたヒトラーは返答しなかった。スターリンは最後まで四国同盟締結の希望を失わず、ドイツ軍の奇襲を許してしまった。
松岡外相は三国同盟にソ連も参加させた四国によるユーラシア枢軸構想（四国連合構想）によってアメリカに対抗しようと考えていた。松岡はそのため1941年3月から独・ソ・伊三国を歴訪し、それぞれの指導者を歴訪した。この結果日ソ間で結ばれたのが日ソ中立条約である。リッベントロップも同じような構想を抱いていた。イタリアは既に1933年に伊ソ友好中立不可侵条約を結んでいた。しかし日伊に通告なく始められた独ソ戦によってその構想は消えてしまった。近衛は、独ソ戦によって三国同盟の意味が無くなったとして同盟を破棄することも考えたが、陸軍の反発を恐れて結局この考えを公に提起することは無かった。松岡は直ちに対ソ攻撃するよう主張したが、陸軍内部ではソ連の敗北が明らかになってから参戦する「熟柿論」が台頭したため、結局参戦を見合わせた。

## 同盟の実態
同盟条約の条文に拠れば、いずれか1か国が現在戦争に関係していない国から攻撃を受けた場合にのみ相互援助義務が生じる。このため、1941年6月22日未明に独ソ戦が始まった後の1941年7月には、日本はドイツに呼応して挟撃する動き（関東軍特種演習）を見せたものの結局はソビエト連邦と中立関係を保った。
一方、日本が1941年12月8日に英米と開戦した後、相互援助義務は生じないにもかかわらず、ヒトラーとムッソリーニは12月11日にアメリカに対して宣戦布告した。その後日独伊3国によって、日独伊単独不講和協定（1941年12月11日締結、17日公布）が締結され、さらに翌年1月18日には共通の戦争指導要綱に関して日独伊新軍事協定も結ばれて同盟関係は強化された。連合国側も同様に1月1日に連合国共同宣言を発し、世界は二大同盟による戦争に突入した。
しかし合同幕僚長会議などを設置し緊密に連絡を取り合っていた連合国に対し、枢軸国では戦略に対する協議はほとんど行われなかった。対ソ宣戦、対米宣戦の事前通知は行われなかった。日独伊共同作戦についても、後述のように日本・ドイツや日本・イタリアの海軍作戦こそ行われ成功したが、両国本土から数千キロ離れた日本と両国の陸空軍の共同作戦は、同盟関係が保たれている間一度として行われなかったなど、一枚岩の同盟とは言えなかった。

### 同盟初期の関係
日本は1941年12月に第二次世界大戦へ参戦したマレー作戦以前から、ドイツに対しイギリスに察知されない範囲、中立義務に違反しない範囲で以下のような情報を提供していた。
1. 英国の部隊および艦船の動静に関する情報
2. 補給船に対する食糧・燃料や分品などの提供
3. 武装商船・補給船への基地の提供
4. ドイツ商船の日本回航時の偵察援助
5. ドイツ補給船の入渠および修理
6. 駐英武官報告からの英国情報、特に艦艇の被害状況やロンドン空襲の効果

1940年11月22日、パウル・ヴェネッカー駐日武官はオットー・シュニーヴィント海軍軍令部長に「ドイツにとり第一の、かつ最も重要な目標は英国の屈服であり、日本の対英参戦こそ、この方向への第一歩である。…日本を扇動して南方へ攻勢をとらせるよう全力を傾注すべきと思考する。日本陸軍首脳もこの見解に反対でないので、海軍の説得に成功すれば、この方向へ進出することへの障害はすべて除去されるであろう」という電報を発した。12月27日、ドイツ海軍総司令部がヒトラーに日本軍のシンガポール攻略は英国の戦意を喪失させるが、米国の介入を招くことはないであろうと意見具申を行い、翌1941年1月18日にドイツはシンガポール攻略を日本に要請した。2月23日、リッベントロップ外相が大島浩大使に「自らの利益のためにも、可及的速やかに参戦されたい。決定的打撃はシンガポール攻略であろう。日本が講和条約締結までに手中に入れたい東南アジアの資源地帯を確保しておくことが、日本の国益や新秩序建設のためにも必要であろう。また、米国が参戦し艦隊をアジアに派遣するほど軽率ならば、戦争を電撃的に終わらせる最大の好機となるであろう。すべての仕事は日本艦隊が片付けると確信している」とシンガポール攻略を要請すると、大島大使は「自分も同意見であり、…現在は陸・海軍ともにシンガポール攻略を準備中で、5月までには完了するであろう」と回答した。3月4日、オイゲン・オット駐日独大使は、杉山元参謀総長および永野修身軍令部総長などを大使館に招き、「ドイツの英本土上陸作戦に呼応してシンガポールを攻略するのがよいではないか。米国の戦争準備ができる前に英国が崩壊に瀕した場合は、米国が戦争に入ることはないと思います」とシンガポール攻略を要請した。3月13日、ヴェネカー武官は近藤信竹海軍軍令部次長を訪問し、英国を屈服させれば米国は対英支援を中止し参戦はしないであろう。現在のような有利な態勢は今後50年ないし100年内に二度と訪れることはなく、今が絶好の好機であると説得したが、近藤少将の回答は変わらなかった。親独派の関根郡平少将が海軍省からシンガポール攻略の主張を控えるよう注意されるなど、海軍のシンガポール攻略熱は低下していた。オット大使はシンガポール問題は対ソ問題であると報告した。
松岡洋右外相は1941年3月27日と4月4日にヒトラーと会談し、可及的速やかにイギリス領シンガポールを攻略することが日本の利益である、またドイツにとってもきわめて重要であるとシンガポール攻略と強く要請された。しかし、海軍の態度は、4月9日に陸軍に送付した対南対策では、「もっぱら外交に依る。好機に投ずる武力行使なし。自存自衛のため初めて起つ。英国勢力の駆逐なし」であり、英国が敗れた場合でも「好機にあらず。対日武力圧力はむしろ加わる。日本は米が対日武力圧力を加え来たりたる場合、初めて南方に武力行使をなすべし」という消極的なものであった。

### 日独伊共同作戦
数少ない日本とドイツとイタリア三国間、日本とドイツまたは日本とイタリアの二国間の軍による共同作戦が行われたのは、イギリスとその植民地のインド、アフリカ、オーストラリア、マレー半島を結ぶ上に、スエズ運河につながることから、長年イギリスが支配していたインド洋における海軍の作戦であった。
なお、隣国である独伊間の陸空軍の共同作戦は行われたものの、両国本土から数千キロ離れた日本と両国の陸空軍の共同作戦は、同盟関係が保たれている間一度として行われなかった。

#### セイロン沖海戦

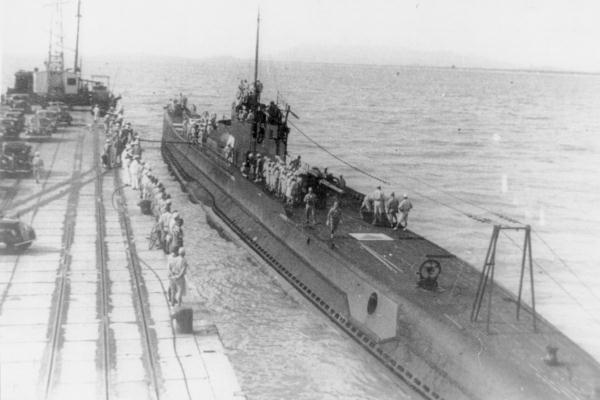
ペナン軍港に停泊する伊10

1942年2月18日、クルト・フリッケ（de:Kurt Fricke）独海軍作戦部長から、当時日本海軍がイギリス海軍を放逐しつつあったインド洋への潜水艦の派遣が要請され、「米英の造船能力に鑑み、日本が月に20万トンから30万トンを撃沈できれば、イギリスは両手を挙げるであろう」と、海上交通破壊戦の重要性を強調された。ついで3月27日にもフリッケ中将から、現在の戦局重点は中近東、スエズ、エジプトにあり、日本海軍がドイツ、イタリアのエジプト進攻に呼応して、アフリカ東方海域を北上する船舶を攻撃し、連合国の補給路を遮断することを強く要請された。
その後4月上旬に行われたセイロン沖海戦で日本海軍は、イギリス海軍の空母1隻、重巡洋艦2隻、駆逐艦2隻を撃沈し、その結果イギリス海軍の残存艦艇は、5月上旬に親独のヴィシー政府軍から奪ったアフリカ大陸南部沿岸のマダガスカルに避難した。

#### マダガスカルの戦い
5月31日に日本海軍は残存イギリス海軍艦艇を壊滅すべく、大型潜水艦でマダガスカルを攻撃し、1隻を撃沈し1隻を大破させ、さらに上陸した水兵が小規模な戦闘をおこなった。
さらにドイツおよびヴィシー政権からマダガスカル奪還作戦への協力を依頼されたものの、この時点における最大の目的を貫徹していた日本海軍にとって、補給が困難な上に主戦場から遠く離れているマダガスカルは軍事戦略的に重視しておらず、ドイツ海軍およびヴィシー政府軍による増援要請があったからといっても更なる戦力を割いてまで制圧するための追加派遣は行わなかった。

#### 追加派遣要請
さらにミッドウェー作戦を計画中でアフリカ沿岸までに大量の艦船を派遣するほどの戦力がなかったため、5月31日の作戦以降は日本海軍による目立った作戦行動や、日本陸軍戦力の上陸およびヴィシー・フランス軍への支援および援助行動は行われなかった。しかしインド洋へのドイツからの派遣要請はミッドウェー敗戦後も続き、6月22日にはフリッケ中将から、「スエズ作戦が全戦局に及ぼす影響は極めて大きく、ミッドウェー海戦ではアメリカ軍が辛くも勝利したものの、太平洋各地で敗戦を重ねる連合国軍による大規模な反攻は数ヶ月間はあり得ない」という意見を根拠に、日本海軍のさらなるインド洋進出を強く要請された。
この要請に日本海軍はインド洋派遣中の仮装巡洋艦と潜水艦の派遣期間を延長すると応じたが、ドイツ海軍の不満は強かった。7月19日にはイタリア軍参謀次長からフリータウン港付近の輸送船を撃沈するよう要請された。6月20日、ドイツ軍が北アフリカのトブルクを占領すると、7月7日と11日に永野軍令部総長は、第二艦隊と第三艦隊を基幹とする兵力でインド洋中部さらに西部に進出する作戦を上奏した。
9月7日、フリッケ作戦部長は日本がインド洋のアフリカ沿岸部に部隊を派遣しなかったため「戦略的に時期遅れとなってしまった」と非難し、野村中将も「三国同盟の対敵目標は軍事協定で合意したとおり、英米でなければならぬのに、対ソ戦を重視するドイツの戦争指導は三国同盟の趣旨に反する」と反論するなど、日独間には摩擦と亀裂が深まった。
アメリカ軍およびオーストラリア国防軍と対峙するソロモンとニューギニア方面の作戦の都合上、日本軍にとって重要性が低かった大規模なインド洋での作戦が中止されると、独伊両国の不満が高まり、「日本が勝手にアメリカと戦争を始め、ドイツ、イタリアを引っ張り込んだが、同盟国が苦戦しているのに協力しない、日本は利己一点張りである」という非難や、「こんなことならアメリカに対して宣戦布告を行うべきでなかった」といった非難が聞かれるようになった。

#### 三国共同作戦

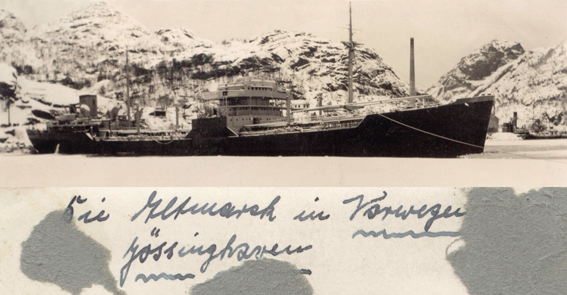
ドイツ海軍の「ウッカーマルク」

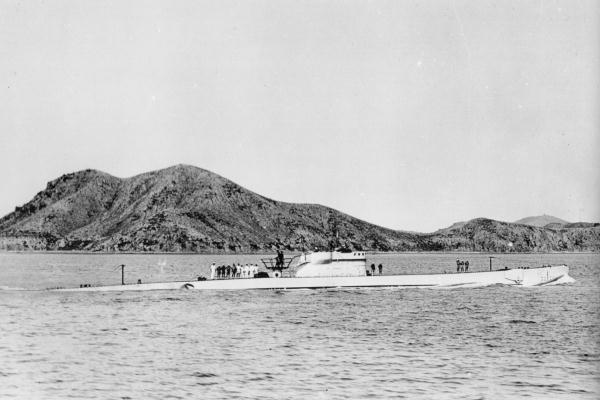
イタリア海軍の「コマンダンテ・カッペリーニ」（1944年/瀬戸内海）

これらの作戦は主に日本とドイツ、または日本とイタリアの二国間の間で行われたものであったが、イタリアが連合国軍に降伏するまでの短期間ではあったものの、インド洋と中国において日独伊三国の共同作戦が行われた。
1942年8月6日には、日本海軍の伊号第三十潜水艦がインド洋を経由してドイツ占領下のフランスのロリアンに派遣された。その後1944年にかけて日本海軍の潜水艦がドイツとの間を往復し、インド洋と大西洋では共同で通商破壊作戦も行った（遣独潜水艦作戦）。
また、ドイツ海軍からも潜水艦と封鎖突破船16隻が派遣され（柳船）、日本軍占領下のペナンとシンガポールを拠点にインド洋で日本海軍の協力の元通商破壊作戦を行い、連合国軍の輸送船などを撃沈、鹵獲している。また一部の封鎖突破船は横浜港を拠点に太平洋でも活動した。
イタリア海軍は日本の開戦当時、イタリア極東艦隊が天津租界周辺と日本本土周辺において共同活動を行ったほか、ドイツ軍占領下のフランスのボルドー軍港にドイツ海軍との協同作戦基地を保持し、1943年3月にドイツ海軍との間で大型潜水艦の貸与協定を結んだ後に「コマンダンテ・カッペリーニ」など5隻の潜水艦を日本軍占領下の東南アジアに送っている。またイタリア海軍は、日本が占領下に置いたシンガポールに潜水艦の基地を作る許可を取り付け、工作船と海防艦を送り込んだ。
しかし、9月8日にイタリアが連合国軍に降伏したため、工作船や海防艦、客船などは日本軍に接収、もしくはイタリア海軍により自沈され、5隻の潜水艦はシンガポールの潜水艦基地でドイツ海軍に接収され、ここに日独伊三国の共同作戦は終了した。

### 日伊連絡飛行

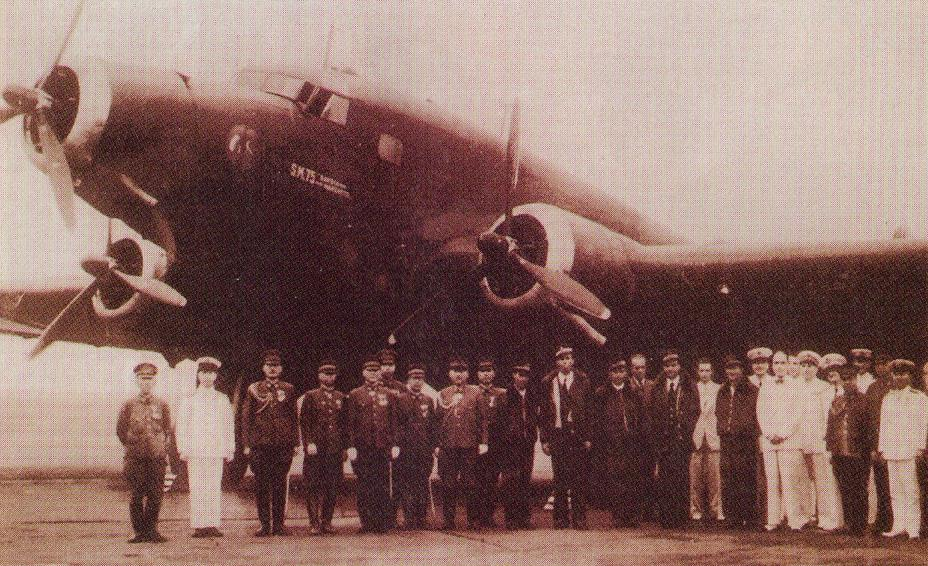
日本を訪問したSM.75 GA RT

1942年には、イタリア軍の大型輸送機の「サヴォイア・マルケッティ SM.75 GA RT」により、イタリアと日本、もしくは日本の占領地域との飛行を行うことを計画し、グイドーニア・モンテチェーリオからイタリアと離陸後戦争状態にあったソビエト連邦を避けて、ドイツ占領下のウクライナのザポリージャ、アラル海北岸、バイカル湖の縁、タルバガタイ山脈を通過しゴビ砂漠上空、モンゴル上空を経由し、6月30日に日本占領下の内モンゴル、包頭に到着した。
その後東京へ向かい7月16日まで滞在し、7月18日包頭を離陸してウクライナのオデッサを経由してグイドーニア・モンテチェーリオまで機体を飛行させ、この任務を完遂した。外交上の理由による日本の不同意にもかかわらずイタリアは8月2日にこの出来事を公表し、2国間の関係は冷え冷えとしたものになり、イタリアは再びこの長距離飛行を行おうとはしなかった。
なおその後日本軍が逆のコースで飛行しようとしたが、輸送機が行方不明になりとん挫した。またドイツ軍も同様の飛行を行おうとしたが、長距離飛行に適した機材が無いとの理由から断念している。

## 同盟の消滅
1943年（昭和18年）10月13日、連合国に降伏したイタリア王国はドイツに宣戦し、同盟を破棄した。日独両国は共同声明を発して同盟を再確認し、さらに三国同盟にはドイツの影響を受けたイタリア社会共和国が加わったが、1944年に入ると東欧の同盟国は次々に離脱した。1945年（昭和20年）4月25日にイタリア社会共和国は解体され、5月7日にドイツが降伏し、残った日本政府はこの日付で同盟条約の失効を確認している。

## 関連人物
- 大島浩（駐ドイツ日本大使、1938-39年、1940-45年）
- 松岡洋右（日本外相）
- アドルフ・ヒトラー
- 来栖三郎（駐ドイツ日本大使、同盟締結時の日本代表）
- ベニート・ムッソリーニ
- ヨアヒム・フォン・リッベントロップ
- ガレアッツォ・チャーノ（イタリア外相、同盟締結時の伊代表）
- 光延東洋
- フォスコ・マライーニ